# 陈香美
陈香美（1951年1月6日—），女，山东蓬莱人，中国肾脏病学专家，中国工程院院士。

## 生平
1976年毕业于白求恩医科大学，1986年毕业于日本北里大学，获博士学位。2007年当选为中国工程院院士。2018年2月24日，当选为第十三届全国人大代表。